# Grosvenor Vale
Le Grosvenor Vale est un stade de football situé au sud-est de la ville de Ruislip, dans le Grand Londres en Angleterre. Il possède une capacité totale de 4 085 places, ce qui en fait un stade de taille modeste mais adapté pour accueillir des rencontres sportives locales.
Le Wealdstone FC, utilise régulièrement le Grosvenor Vale comme terrain de jeu pour ses matchs à domicile.
En outre, l'équipe féminine du Watford FC (en) utilise également le Grosvenor Vale pour certains de ses matchs, probablement lors de rencontres amicales ou pour des équipes de jeunes.
Autrefois, le Ruislip Manor FC (en) (actuels London Rangers), un club de football qui a depuis changé de stade, disputait également ses matchs à domicile au Grosvenor Vale. C'est un club bien-aimé dans la communauté locale.

## Histoire
Le stade ouvre pour la première fois en 1947 pour accueillir le Ruislip Manor FC (en) (actuels London Rangers), qui y a joué jusqu'à ce que le club s'effondre en 2008 en raison de difficultés financières. Le stade a ensuite été acheté par le Wealdstone FC, qui avait partagé le terrain avec d'autres clubs pendant 17 ans après avoir quitté son stade du Lower Mead d'Harrow en 1991. Depuis lors, grâce à des efforts menés par les supporters, le site a été lentement amélioré et agrandi alors que Wealdstone progressait dans la pyramide du football amateur.
À l'été 2022, l'équipe féminine du Watford FC (en) accepte de jouer la saison à venir au Grosvenor Vale.